# 马林施塔特修道院
马林施塔特修道院（德语： Abtei Marienstatt ，拉丁语： Abbatia Loci Sanctae Mariæ ）是一座熙笃会修道院和朝圣地，位于德国莱茵兰-普法尔茨州 韦斯特林山县的施特赖特豪森，哈亨堡附近的尼斯特河河谷。
修道院有一座早期哥特巴西利卡 式教堂，内有韦斯特林山最大的管风琴、图书馆、啤酒厂及餐厅、书店和艺术品商店、招待所，以及马林施塔特私立中学。